# Білл Ваймен
Вільям Джордж Ваймен (уроджен. Перкс; нар. 24 жовтня 1936) — англійський музикант, басист рок-гурту Rolling Stones з 1962 по 1993 рік. Був частиною класичного складу гурту та брав участь у записах перших 19 альбомах гурту. З 1997 року виступає як вокаліст і басист у власному гурті Bill Wyman's Rhythm Kings. У 1989 році він був включений до Зали слави рок-н-ролу як член Rolling Stones.